# Blauwe moskee van Mazar-i-Sharif
De Blauwe Moskee van Mazar-i-Sharif is een 15e-eeuwse moskee in het centrum van Mazar-i-Sharif in het noorden van Afghanistan. De moskee dankt haar naam aan de vele kobaltblauwe en turkooizen tegels waarmee de koepels en minaretten zijn bekleed. De moskee wordt druk bezocht door sjiitische pelgrims.
De moskee wordt door sjiieten vereerd als de graftombe van Ali ibn Abu Talib, de schoonzoon van de profeet Mohammed. De naam van de stad betekent "Tombe van de Verhevene". Anderen claimen dat Ali ibn Abu Talib in de Iraakse stad Najaf begraven is, in de Imam Alimoskee.
Tijdens de invasie door de Sovjet-Unie en de daaropvolgende burgeroorlog is de moskee zwaar beschadigd geraakt.

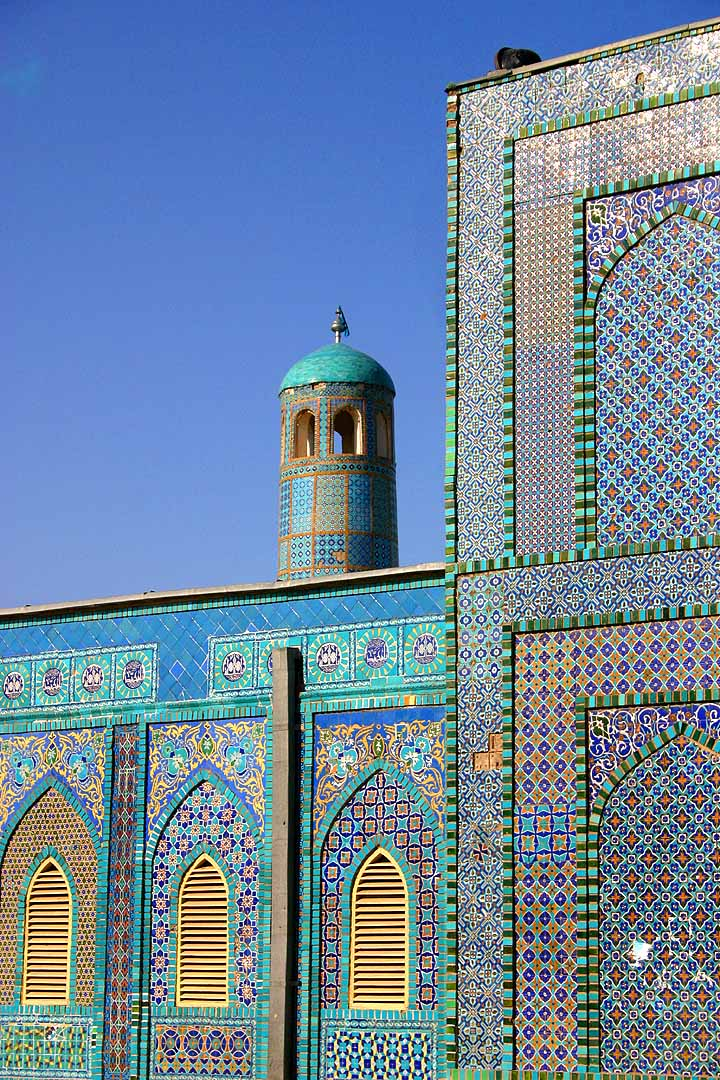
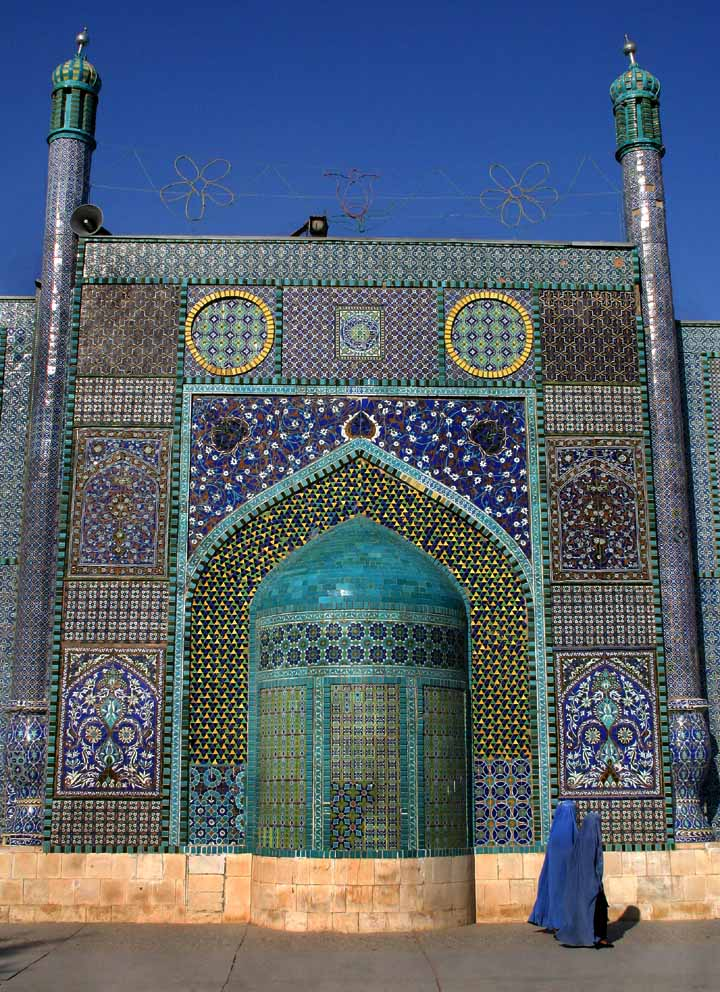